# Vlag van Portuguesa

Vlag van Portuguesa

De vlag van Portuguesa bestaat uit drie horizontale banen: blauw boven, groen onder en wit ertussen. Het blauw staat voor de hemel, die van spiritueel belang is voor de llanero, de man van de laagvlakte waarin Portuguesa ligt. Het wit staat voor de zuivere harmonische vereniging van de materiële en de spirituele wereld. Het groen symboliseert de natuurlijke weelde van de staat en de landbouw, waarin veel inwoners werkzaam zijn. Links bovenin staat een figuur dat zowel de zon (als symbool voor macht, weelde en dynamiek) als een tandwiel (als symbool van de industrie) moet voorstellen; dit symbool beeldt ook de historische continuïteit en de creatieve energie van de inwoners uit. De vlag is in gebruik sinds 25 juli 1996.